# Західно-Сахалінські гори
За́хідносахалі́нські го́ри (рос. За́падно-Сахали́нские го́ры) — гори в південно-західній частині острова Сахалін.
- Довжина 650 км.
- Висота до 1325 м (гора Возвращенія з піком Журавльова).

## Хребти
- Камишовий хребет
- Південнокамишовий хребет

Складені переважно сланцями, пісковиками, конгломератами і магматичними породами.
Родовища кам'яного вугілля (Лесогорське, Вуглегорське, Бошняковське тощо). У районі мису Ламанон знаходяться згаслі вулкани Ічара і Краснова.
На південно-західних схилах, що зігріваються впливом теплої Цусімської течії, — змішані ліси з переважанням широколистих, порід, на інших — ялиново-ялицева тайга з чагарниками курильського бамбука. Гори перетнуті залізницею Южно-Сахалінськ — Холмськ.